# Måns Rosén (född 1949)
För andra betydelser, se Måns Rosén.
Måns Rosén, född 7 april 1949, är en svensk epidemiolog.
Han har varit myndighetschef för SBU 2006 – 2014 och chef för Epidemiologiskt centrum vid Socialstyrelsen 1992 – 2006. Vidare har han varit adjungerad professor i epidemiologi och folkhälsovetenskap vid Umeå universitet 1994 – 2000 och 2003 – 2006 samt i medicinsk metodutvärdering vid Karolinska Institutet 2010 – 2016. Rosén blev 2014 hedersdoktor i odontologi vid Malmö högskola. 
Han ledde bland annat översyn av de nationella kvalitetsregistren och en utredning om högspecialiserad vård. Rosén har också varit redaktör för nationalatlas om folkhälsa och sjukvård samt skrivit en bok "Sanningen om mat och hälsa - vad säger forskningen?
Han är son till Nils Inge Rosén och Gun Rosén, född Karlstrand.